# Centro Internacional de Convenciones Julius Nyerere
El Centro Internacional de Convenciones Julius Nyerere (en suajili: Kituo cha Mikutano cha Kimataifa cha Julius Nyerere ; inglés: Julius Nyerere International Convention Centre)  es el nombre que recibe un ultramoderno centro de convenciones situado en la localidad de Dar es-Salam, la que fuese la antigua capital del país africano de Tanzania. Recibe su nombre en honor de Julius Nyerere, el primer presidente de Tanzania.